# Archytas hiemalis
Archytas hiemalis là một loài ruồi trong họ Tachinidae.